# Sühbaataryn Yanjmaa
Sükhbaataryn Yanjmaa (Mongólia, 1894-1962) mulher que militou na política da Mongólia. Viúva de Damdin Sükhbaatar, exerceu o cargo de secretária do comitê central do partido MPRP de 1941-1947 e foi presidente da Mongólia no período de 22 de setembro de 1953 até 7 de julho de 1954. Assim tornou-se a 2ª mulher a ser presidente de um país depois de Khertek Anchimaa-Toka.